# Wesselsbruch
Wesselsbruch war ein Vorwerk im Kreis Preußisch Eylau in Ostpreußen. Die Ortsstelle liegt heute im Munizipalkreis Rajon Prawdinsk (Stadtkreis Friedland (Ostpreußen)) in der russischen Oblast Kaliningrad (Gebiet Königsberg (Preußen)).

## Geographische Lage
Die Ortsstelle von Wesselsbruch liegt im südlichen Westen der Oblast Kaliningrad, 21 Kilometer nordöstlich der früheren Kreisstadt Preußisch Eylau (russisch Bagrationowsk) bzw. 15 Kilometer nordwestlich der heutigen Rajonshauptstadt Prawdinsk (deutsch Friedland (Ostpreußen)).

## Geschichte
Wohl unter dem Namen Rosenbaum wurde das Vorwerk Wesselsbruch um 1570 gegründet, nach 1771 noch Weissels-Bruch und nach 1785 Weisselsbruch genannt. Gründer war wohl Georg Weissels, der damals auch Plenitten (russisch Ostrowskoje) besaß. Genaue Angaben über die Entstehung allerdings fehlen. 1785 wurde Weisselsbruch mit einer Feuerstelle als Vorwerk von Gut Blankenau (russisch Jerschowo) erwähnt, 1846 war es immer noch Vorwerk zu Blankenau, allerdings schon mit zwei Wohngebäuden bei 36 Einwohnern. Die Wesselsbrucher Ländereien grenzten an den Zehlaubruch.
Am 6. März 1876 wurde aus den beiden Blankenauer Vorwerken Wesselsbruch und Ober Blankenau (russisch Tscherkassowo) der neue Gutsbezirk Ober Blankenau gebildet, der alsbald zum Amtsbezirk Blankenau kam. Wesselsbruch blieb ein kleiner Ort und Vorwerk nunmehr zum Gut Ober Blankenau – mit zwei Wohngebäuden und 35 Einwohnern im Jahre 1885.
Als am 30. September 1928 der Gutsbezirk Ober Blankenau in die Landgemeinde Blankenau eingemeindet wurde, wurde Wesselsbruch eine Ortschaft eben dieser Gemeinde.
1945 kam Wesselsbruch mit dem gesamten nördlichen Ostpreußen in Kriegsfolge zur Sowjetunion. Schon bald verliert sich die Spur des kleinen Ortes, sind doch weder eine russische Namensgebung noch eine Zugehörigkeit zu einem Dorfsowjet belegt. Bereits lange vor 1975 gilt der Ort als verlassen und heute offiziell als untergegangen. Seine Ortsstelle liegt im Rajon Prawdinsk (Stadtkreis Friedland (Ostpreußen)) in der Oblast Kaliningrad (Gebiet Königsberg (Preußen)) in der Russischen Föderation.

## Religion
Die Bevölkerung Wesselsbruchs war vor 1945 fast ausnahmslos evangelischer Konfession. Der Ort gehörte zum Sprengel Almenhausen im Kirchspiel Almenhausen/Abschwangen in der Kirchenprovinz Ostpreußen der Kirche der Altpreußischen Union.

## Verkehr
Die kaum noch wahrnehmbare Ortsstelle von Wesselsbruch ist über die ebenfalls nicht mehr existenten Orte Jerschowo (Blankenau) und Tscherkassowo (Ober Blankenau) auf einem Landweg zu erreichen.